# Tricidius
Tricidius, auch Tucidius oder Tricidius Fontana (* um 590; † 646 oder 647), war nach einer Grabinschrift im Dom zu Padua, wo auch seine Reliquien ruhen sollen, 26 Jahre und sieben Monate Bischof der Stadt. Er starb demnach im Alter von 57 Jahren und vier Monaten. Unter ihm soll die Bischofskirche erbaut worden sein.

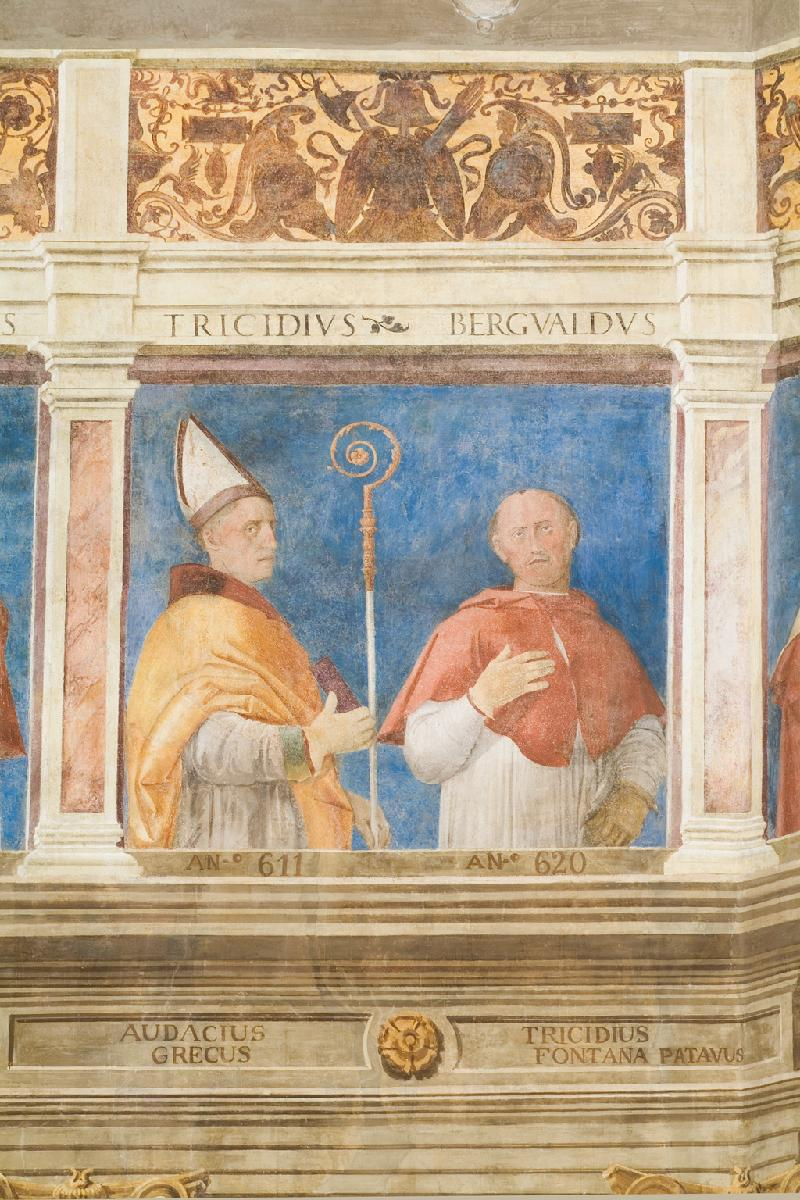
Bartolomeo Montagna: Darstellung des Bischofs „TRICIDIVS“ und seines Nachfolgers „BERGVALDVS“ im Bischofspalast, entstanden 1505/1506

Tricidius, der nach der Überlieferung von 620 bis 647 Bischof von Padua war – dies galt spätestens im 16. Jahrhundert als gesichert, ebenso wie seine adlige Herkunft –, verlegte 641/642 seine Residenz auf eine Insel am Ostrand der Lagune von Venedig, nach Metamaucum, um dem Druck der Langobarden auszuweichen, ähnlich wie der Erzbischof von Mailand nach Genua ausgewichen war. Ein Ausweichen vor den Eroberern wurde schon früher berichtet, wie etwa vor den Hunnen unter Führung Attilas im Jahr 452. Tricidius blieb bis zu seinem Tod im Amt. Sein Nachfolger war ein Bergualdus oder Berguabous. Später siedelte der Bischof wieder von Metamaucum nach Padua über, keine Quelle behauptet, er sei auch Bischof von Metamaucum gewesen.
Als Bischof in Metamaucum verblieb ein Bergualdo, ein „Oltramontano“, also einer von jenseits der Alpen, wie ihn 1786 der seinerzeitige Bischof von Padua bezeichnet. Bergualdo sei nach Padua zurückgegangen, habe sich allerdings geweigert, neben sich einen arianischen Bischof zu dulden, und so sei er wieder nach Metamaucum zurückgekehrt. Erst 656 sei er, so behauptet jedenfalls das Dizionario di erudizione storico-ecclesiastica von 1851, auf den Bischofsstuhl in Padua zurückgekehrt. Wie diese Vorgänge mit der Gründung des ersten venezianischen Bistums, mit Olivolo zusammenhängen, ist unklar. Auch ist unklar, wann das Bistum Metamaucum entstanden ist, denn der nächste namentlich bekannte Bischof von Metamaucum erscheint erst im Jahr 876.
Giuseppe Cappelletti behauptete 1874, das Paduaner Epitaph wäre erst 1748 entdeckt worden, doch war dessen Text spätestens Mitte des 16. Jahrhunderts bekannt. Er lautete, so schreibt Ferdinando Ughelli im Jahr 1553:
„Hic requiescit in pace /
Tricidius episcopus huius /
sanctæ Pat. Eccl. /
qui sedit annis XXVI.M.VIII. /
& fuerunt omnes dies vita eius, quibus /
vixit annis LVI.Mens.IV. /
omnes rogo /
orate pro requiescente.“
Wortwörtlich übereinstimmend zitiert ihn Bernardino Scardeone im Jahr 1560. Auch bei Lorenz Schrader erscheint sie 1592.
Auffällig ist, wie Andrea Gloria 1870 vermerkte, dass das D nach griechischer Art als Δ (Delta) ausgeführt sei, und die eigenwillige Form der Buchstaben Q und T.